# Anatolij Semenovič Levčenko
Anatolij Semenovič Levčenko (in ucraino Анато́лій Семе́нович Ле́вченко?; Oblast' di Charkiv, 5 maggio 1941 – Mosca, 6 agosto 1988) è stato un cosmonauta sovietico.
È stato selezionato astronauta il 3 luglio del 1980. Partecipò alla missione Sojuz TM-4. È deceduto a causa di un tumore cerebrale.